# アダム・ディアンジェロ
アダム・ディアンジェロ（Adam D'Angelo）はアメリカのインターネット起業家。カリフォルニア州マウンテンビューに本拠を置くQuoraの共同設立者兼CEOとして最もよく知られている。Facebookの初代最高技術責任者であり、2008年までエンジニアリングのVPを務めた。2009年6月にQuoraを創業。シリーズBラウンドの資金調達の一環として、2,000万ドルの自己資金をQuoraに投資。OpenAIの取締役会のメンバーであり、インターネット企業への投資も行っている。

## 教育
アダム・ディアンジェロは高校でフィリップス・エクセター・アカデミーに出席。そこで彼はMark ZuckerbergなどとともにSynapse Media Player（音楽推薦ソフトウェア）を開発。
2002年にカリフォルニア工科大学に入学、コンピューター・サイエンスの学士号を取得。
2003年、大学に在学中、ディアンジェロはWebサイトBuddyZooも作成。これにより、ユーザーはAIMのバディリストをアップロードし、他のユーザーのバディリストと比較できるようにした。このサービスは、バディ・リストに基づいてグラフも生成した。

## 受賞歴
2001年、高校生としてUSA Computing Olympiadで8位になり、2002 International International Olympiad informaticsで銀メダルを獲得。
ACM International Collegiate Programming Contest（ICPC） ：カリフォルニア工科大学ビーバーズ（3人のチーム）、2003年、2004年世界ファイナリスト。2003年、北米チャンピオン; 2004年、ワールドファイナルシルバーメダル。2005年、世界決勝共同コーチ。
2005年、Topcoder Collegiate Challengeのアルゴリズムコーディングコンペティションの上位24のファイナリストの1人であった。

## その他の仕事
ディアンジェロは、2012年にFacebookに買収される以前、 Instagramのアドバイザーであり、投資家であった。
2018年、OpenAIのボードメンバーとして参加。

## 実績
フォーチュン誌は、「テック業界で最も賢い人々」の記事で次点としてディアンジェロを掲載。